# Stratton (Dorset)
Stratton – wieś w Anglii, w hrabstwie Dorset, w dystrykcie (unitary authority) Dorset. Leży 8 km na północny zachód od miasta Dorchester i 186 km na południowy zachód od Londynu. W 2006 miejscowość liczyła 630 mieszkańców.